# 無力感
〈無力感〉（英語：Feebleness）是香港歌手許廷鏗的單曲，於2020年4月17日由香港華納作數位發行，其後收錄於他的第11張專輯《Negative》。歌曲推出後獲得熱烈回響，成為903專業推介、中文歌曲龍虎榜、新城勁爆流行榜與Chill Club 推介四台冠軍歌。
許廷鏗其後亦憑著歌曲贏得2020年「新城勁爆歌曲」、「專業推介叱咤十大 第四位」，以及20至21年度的「Chill Club年度十大歌曲」。

## 歌曲列表
| 線上下載 串流媒體 | 線上下載 串流媒體 | 線上下載 串流媒體 |
| 曲序              | 曲目              | 时长              |
| ----------------- | ----------------- | ----------------- |
| 1.                | 無力感            | 4:14              |

## 製作團隊
資料來自〈無力感〉音樂錄影帶於YouTube的說明文字。
- 作曲：陳考威
- 填詞：T-Rexx
- 編曲：陳考威 / T-Ma
- 監製：陳考威

## 榜單
| 週榜單（2020年）        | 最高 名次 |
| ----------------------- | --------- |
| 香港（903專業推介）     | 1         |
| 香港（中文歌曲龍虎榜）  | 1         |
| 香港（新城勁爆流行榜）  | 1         |
| 香港（Chill Club 推介） | 1         |

## 獎項
| 年份   | 頒獎禮                        | 獎項                    | 結果 | 來源  |
| ------ | ----------------------------- | ----------------------- | ---- | ----- |
| 2020年 | 《新城勁爆頒獎禮》            | 新城勁爆歌曲            | 獲獎 | [ 6 ] |
| 2020年 | 《叱咤樂壇流行榜頒獎典禮》    | 專業推介叱咤十大 第四位 | 獲獎 | [ 7 ] |
| 2021年 | 《Chill Club 推介榜年度推介》 | Chill Club年度十大歌曲  | 獲獎 | [ 8 ] |

## 資料來源
1. ↑  . warnermusichk於YouTube. 2021-03-21  [2021-05-05]. （原始内容存档于2021-07-10）.
2. ↑  . 檸音樂. 2020-06-27  [2021-05-05]. （原始内容存档于2021-05-06）.
3. ↑  . 檸音樂. 2020-05-23  [2021-05-05]. （原始内容存档于2021-05-05）.
4. ↑  . 檸音樂. 2020-06-13  [2021-05-05]. （原始内容存档于2021-05-05）.
5. ↑  . ViuTV於Facebook. 2020-06-29  [2021-05-05]. （原始内容存档于2021-05-05）.
6. ↑  . 明報OL網. 2020-12-30  [2021-05-05]. （原始内容存档于2021-04-26）.
7. ↑  . 明報OL網. 2021-01-02  [2021-05-05]. （原始内容存档于2021-05-06）.
8. ↑  . ViuTV.   [2021-05-05]. （原始内容存档于2021-05-06）.